# Arrondissement Tonnerre
Tonnerre is een voormalig arrondissement in het departement Yonne in de Franse regio Bourgogne-Franche-Comté. Het arrondissement werd op 17 februari 1800 gevormd en op 10 september 1926 opgeheven. De vijf kantons werden bij de opheffing toegevoegd aan het arrondissement Auxerre

## Kantons
Het arrondissement was samengesteld uit de volgende kantons:
- kanton Ancy-le-Franc
- kanton Cruzy-le-Châtel
- kanton Flogny-la-Chapelle
- kanton Noyers
- kanton Tonnerre